# Кытат (деревня)
Кытат — упразднённая деревня в Большеулуйского района Красноярского края. На момент упразднения входила в состав Новоеловского сельсовета. Упразднена в 2001 году.

## География
Располагалась на левом берегу реки Кытат, юго-западнее урочища Кытатские Гари, на расстоянии приблизительно 15 км по прямой к востоку от поселка Таежка.

## История
Основана в 1912 году. По данным на 1926 год состояла из 30 хозяйств. В административном отношении входила в состав Трудновского сельсовета Больше-Улуйского района Ачинского округа Сибирского края.

## Население
По данным переписи 1926 года в деревне проживало 158 человек (86 мужчин и 72 женщины), основное население — татары.